# Macapá
Macapá, amtlich Município de Macapá, ist die Hauptstadt des brasilianischen Bundesstaates Amapá. Sie liegt im Norden des Landes direkt am Äquator und der Mündung des Amazonas, nördlich der Insel Marajó. Macapá hatte 442.933 Einwohner (Stand 2022, Volkszählung des IBGE) auf einer Fläche von etwa 6564 Quadratkilometern (Stand 2019). Die Bevölkerungsdichte beträgt damit 67 Einwohner pro Quadratkilometer. Die Bevölkerungszahl wurde vom IBGE 2024 auf 487.200 Einwohner geschätzt, die Macapaenser genannt werden. Die Großstadt ist Zentrum der Metropolregion Macapá.

## Geschichte
Die ersten Kolonisationsversuche im Gebiet von Amapá fanden 1499 statt, als der erste Europäer, Vicente Yáñez Pinzón, die Flüsse des Amazonasbeckens befuhr. Zu dieser Zeit gelang es Pinzón, bis zum heutigen Fluss Oiapoque zu segeln, der damals nach ihm benannt wurde. Allerdings war das Gebiet von Amapá bereits von Ureinwohnern verschiedener Ethnien besiedelt: Palikur, Maracá-Cunani und Tucuju sind einige Beispiele. Zu der Zeit, als Pinzón die Region erkundete, gehörte sie zu Spanien, dank des Vertrags von Tordesilhas zwischen Spanien und Portugal. Im 18. Jahrhundert begann mit dem Vertrag von Madrid (1750) die tatsächliche portugiesische Besetzung. Es wurden Dörfer gegründet, um die Region zu besiedeln, darunter die Vila de São José de Macapá (1758) und die Vila de Nova Mazagão (1770), die sich im Laufe der Jahre zu großen Städten entwickelten. Im 19. Jahrhundert nahmen Macapá und Mazagão an der Cabanagem-Revolte (1835–1840) teil. In den 1850er Jahren wurde das Gebiet von Amapá zum Schauplatz politischer Auseinandersetzungen zwischen Frankreich und der brasilianischen Regierung, die in der zweiten Hälfte des 19. Jahrhunderts eskalierten.
1738 wurde die Befestigungsanlage Fortaleza de São José de Macapá errichtet, um die sich eine Siedlung bildete. Diese wurde am 2. Februar 1758 zur Vila de São José de Macapá erhoben, was als eigentliches Gründungsdatum gilt. Am 6. September 1856 erhielt die Siedlung den Status einer Stadt unter dem Namen Cidade de Macapá und ist heute ein Munizip.

## Stadtverwaltung
Bei den Kommunalwahlen in Brasilien 2016 wurde Clécio Luis des Rede Sustentabilidade (REDE) für die Amtszeit von 2017 bis 2020 zum Stadtpräfekten (Bürgermeister) gewählt. Er wurde bei den Kommunalwahlen in Brasilien 2020 durch den Wahlsieg von Antônio Furlan, der der Partei Cidadania angehört, für die Amtszeit von 2021 bis 2024 abgelöst.
Die kommunale Legislative liegt bei einem Stadtrat aus 23 gewählten Vertretern (vereadores) in der Câmara Municipal.

## Klimatabelle
|                       | Jan  | Feb  | Mär  | Apr  | Mai  | Jun  | Jul  | Aug  | Sep  | Okt  | Nov  | Dez  |   |      |
| Mittl. Tagesmax. (°C) | 29,7 | 29,2 | 29,3 | 29,5 | 30,0 | 30,3 | 30,6 | 31,5 | 32,1 | 32,6 | 32,3 | 31,4 | ⌀ | 30,7 |
| Mittl. Tagesmin. (°C) | 23,0 | 23,1 | 23,2 | 23,5 | 23,5 | 23,2 | 22,9 | 23,3 | 23,4 | 23,5 | 23,5 | 23,4 | ⌀ | 23,3 |
|                       |      |      |      |      |      |      |      |      |      |      |      |      |   |      |
| Niederschlag (mm)     | 300  | 347  | 407  | 384  | 352  | 220  | 185  | 98   | 43   | 36   | 58   | 143  | Σ | 2573 |
|                       |      |      |      |      |      |      |      |      |      |      |      |      |   |      |
| Sonnenstunden (h/d)   | 4,8  | 3,9  | 3,5  | 3,8  | 4,9  | 6,3  | 7,3  | 8,8  | 9,1  | 9,1  | 8,4  | 6,6  | ⌀ | 6,4  |
|                       |      |      |      |      |      |      |      |      |      |      |      |      |   |      |
| Regentage (d)         | 25   | 22   | 25   | 25   | 26   | 23   | 19   | 12   | 5    | 6    | 7    | 14   | Σ | 209  |
|                       |      |      |      |      |      |      |      |      |      |      |      |      |   |      |
| Luftfeuchtigkeit (%)  | 86   | 87   | 88   | 89   | 88   | 87   | 86   | 81   | 76   | 75   | 76   | 80   | ⌀ | 83,2 |

| 23,0 |

| 23,1 |

| 23,2 |

| 23,5 |

| 23,5 |

| 23,2 |

| 22,9 |

| 23,3 |

| 23,4 |

| 23,5 |

| 23,5 |

| 23,4 |

| 23,0 |

| 23,1 |

| 23,2 |

| 23,5 |

| 23,5 |

| 23,2 |

| 22,9 |

| 23,3 |

| 23,4 |

| 23,5 |

| 23,5 |

| 23,4 |

## Infrastruktur
Der Flughafen Macapá hat eine große Bedeutung für den Verkehr. Macapá ist nicht direkt mit anderen Hauptstädten der Bundesstaaten an das nationale Fernstraßennetz angeschlossen. Angebunden ist die Stadt über die BR-156 und die BR-210.

## Bistum Macapá
- Bistum Macapá

## Sport

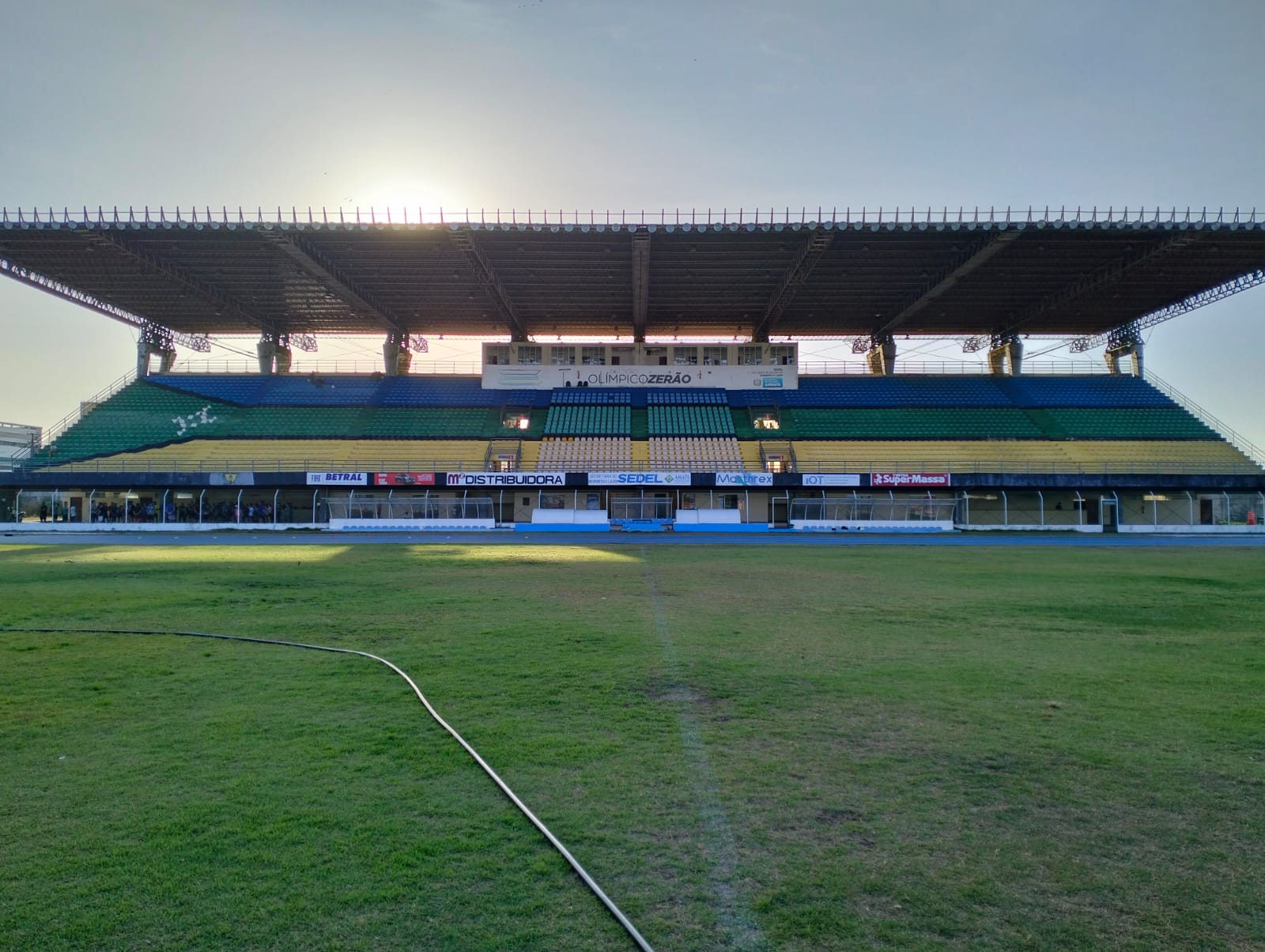
Estádio Milton Corrêa, genannt Zerão (deutsch große Null, in Anlehnung an die 0°-Abweichung vom Äquator.)

Die Stadt ist bekannt für das 1990 fertiggestellte Fußballstadion Estádio Milton Corrêa. Dieses wurde so angelegt, dass – nach dem bis heute in Brasilien gebräuchlichen Vermessungssystem Sistema Geodésico Brasileiro – der Äquator die Mittellinie des Fußballfeldes bildet. Die Mittellinie des Stadions ist zugleich die Verlängerung der Avenida Equatorial, auf der sich seit vielen Jahrzehnten das bei Touristen beliebte Äquator-Denkmal Marco Zero do Equador befindet. Nach dem heutzutage international überwiegend gebräuchlichen Vermessungssystem WGS84 verläuft der Äquator allerdings nicht an der Mittellinie, sondern etwa 70 Meter weiter südlich durch die Südtribüne; das Spielfeld selbst liegt nach WGS84 komplett in der nördlichen Hemisphäre. Seit 2007 waren keine Spiele mehr ausgetragen worden; nach einer Renovierungsphase wurde die Sportstätte am 15. Februar 2014 wiedereröffnet. Das Stadion ist u. a. Spielstätte des Santos Futebol Clube.

## Persönlichkeiten
- Dora Nascimento (* 1967), Geographin und Politikerin
- Davi Alcolumbre (* 1977), Politiker
- Igor Paixão (* 2000), Fußballspieler